# Mendoncia hitchcockii
Mendoncia hitchcockii är en akantusväxtart som beskrevs av Wassh.. Mendoncia hitchcockii ingår i släktet Mendoncia och familjen akantusväxter. Inga underarter finns listade i Catalogue of Life.